# Golodaevka (fiume)
Il Golodaevka (in russo Голодаевка?) è un fiume della Russia.